# Куровщина (Брянская область)
Куровщина — деревня в Унечском районе Брянской области в составе Найтоповичского сельского поселения.

## География
Находится в центральной части Брянской области на расстоянии приблизительно 8 км на юго-запад по прямой от районного центра города Унеча.

## История
С 1735 года в документах упоминается хутор Куровский с пятью дворами, который значился собственностью Киево-Печерской лавры. В 1859 году здесь (деревня Стародубского уезда Черниговской губернии) учтено было 7 дворов, в 1892—17.

## Население
Численность населения: 60 человек (1859 год), 156 (1892), 11 человек (русские 100 %) в 2002 году, 5 в 2010.